# Egil (Bogenschütze)
Der Bogenschütze Egil (auch Egill o. Eigill) ist ein Bruder von Wieland dem Schmied und damit eingebunden in den Sagenkreis um Dietrich von Bern.

## Egil in der schriftlichen Überlieferung

### In der Thidreksaga
Als hervorragender Schütze wird Egil dreimal in der Thidreksaga erwähnt. Das erste Mal, als er an den Hof des König Nidungs kommt und als Bewährungsprobe den berühmten Apfelschuss vollführen muss (siehe Textausschnitt). Das zweite Mal, als er für seinen Bruder Federn von Wildvögeln sammelt. Aus diesen Federn macht sich Wieland die Flügel, welche ihm, da er aufgrund durchtrennter Kniesehnen nicht laufen kann, die Flucht durch die Luft ermöglichen. Und schließlich ein drittes Mal, als König Nidung Egil auffordert, seinen fliehenden Bruder vom Himmel zu schießen. Egil zielt aber, wie vorher mit seinem Bruder vereinbart, auf eine Kalbsblase voll Blut, welche Wieland unter seiner Achsel trägt. Durch diese List sieht es so aus, als ob Egil seine Gefolgstreue König Nidung gegenüber erfüllte. In Wirklichkeit jedoch verhilft er gerade damit Wieland zur erfolgreichen Flucht, denn einen tödlich Verwundeten braucht Nidung nicht mehr zu jagen.

### Textauszug aus der Thidreksaga mit der Szene vom Apfelschuss
| Altschwedisch | Deutsch (frei übersetzt) |
| --- | --- |
| Tha kom welandz broder till konungen. han het eygill. weland haffde sent bud effter hanum/ han war then beszta skytte ther wara matte/ tha wilde konungen röna om han war sa god skytte som sakt war. Egyll hade sin son mz sik. iij ara gamall. konungen lagde et äpple vpa hans huffuod oc bad eygill skiuta äpplit sunder. Eygill tog iij pyla aff sit koger/ oc hafde j sinä hand. oc sköt mz thz forstä äpplit sunder i tw stycke. konungen sporde hwi tog tw iij pila wt/ Eygill swarade. jak will ekke liwga for ider herra/ haffde jak rakad myn son mz then ena piill/ tha skulde i haffua hafft thesse two. konungen sade/ thzte ware ekke oret/ oc hiolt sidan mykit aff eygill. | Da kam Wielands Bruder zum König. Er hieß Egil. Wieland hatte Boten nach ihm gesandt. Er war der beste Schütze den es gab. Da wollte der König wissen ob er ein so guter Schütze war wie gesagt wurde. Egil hatte seinen Sohn mit sich. Drei Jahre alt. Der König legte einen Apfel auf sein Haupt und bat Egil den Apfel entzwei zu schießen. Egil nahm drei Pfeile aus seinem Köcher und einen in die Hand. Und schoss mit dem ersten den Apfel in zwei Stücke geteilt herunter. Der König fragte warum nahmst du drei Pfeile heraus. Egil antwortete. Ich will nicht lügen vor diesen Herren. Hätte ich meinen Sohn mit diesem einen Pfeil getroffen so hätte ich noch diese zwei gehabt. Der König sagte dies sei nicht unrecht und hielt seitdem viel von Egil. |

### In der Lieder-Edda
Auch in der Lieder-Edda stoßen wir auf Egil. Hier wird er im Wielandlied (Völundarkviða) zusammen mit seinen zwei Brüdern Wieland (Völund) und Slagfidr erwähnt. Sie kommen bei der Jagd an einen See, an dessen Ufer drei Frauen Flachs spinnen. Es sind Walküren mit den Namen Hladgud Swanhwit (Hladgud die Schwanenweiße), Herwör Alwit und Ölrun (dt. Alrun). Jeder der drei Brüder nimmt eine von ihnen zur Braut, wobei Egil die Alrun wählt. Nach neun Jahren jedoch verlassen die Walküren ihre Männer, um wieder in die Schlachten (örlög) zu ziehen. Daraufhin beginnen Slagfidr und Egil ihre Frauen zu suchen. Wieland bleibt allein zurück und gerät bald in König Nidungs Gefangenschaft, aus der Egil ihn dann befreit.

## Egil auf archäologischen Funden

### Runenschnalle von Pforzen
Die Namen Egil und Alrun tauchen, in Runen geschrieben, auch auf der Runenschnalle von Pforzen (6. Jh. n. Chr.) auf. Dort heißt es:
Zeile 1: aigil andi aïlrun

Zeile 2: ltahu gasokun
So sicher wie man in der ersten Zeile zuerst einen Männer- dann einen Frauennamen erkennt, so umstritten ist die Deutung der zweiten Zeile. Kaum ein Runologe kommt ohne die Ergänzung eines Vokals am Anfang des Wortes „ltahu“ aus. Ergänzt man dort einen Vokal (obwohl er offensichtlich nicht geritzt worden ist) so entsteht ein vollständiger Stabreim, der wiederum ein Fragment aus einem verlorenen Lied um Egil darstellen könnte.

### Runenkästchen von Auzon

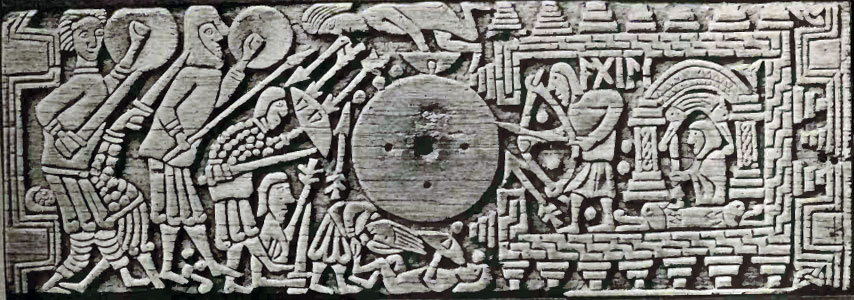
Die Deckelplatte des Runenkästchens von Auzon. Der Name Ægili steht in Runen rechts über dem Bogenschützen.

Andere mögliche Darstellungen von Egil finden sich auf dem angelsächsischen Runenkästchen von Auzon (auch bekannt als Franks Casket). Bei dem Bogenschützen auf der Deckelplatte des Kästchens handelt es sich wahrscheinlich um den Egil. Er verteidigt mit seinem Bogen eine Festung gegen Angreifer. Der Name Ægili ist in Runen über dem Schützen festgehalten. Die Frau, die hinter ihm unter einer Arkade sitzt, könnte seine Frau Alrun sein. Sie reicht ihm einen Pfeil. Aus dem Wielandlied wissen wir, dass die drei Brüder, Völund, Egil und Slagfið mit drei Schwanenmädchen verheiratet waren. So kann man in dieser Frau Egils Fylgja bzw. Walküre sehen. Die Szene wird nach einer Gesamtdeutung des Kästchens die Verteidigung Walhalls gegen die Reifriesen (Hrimthursen) darstellen, wobei der berühmte Schütze und seine Kampfhelferin ein mächtiges Paar auf Seiten der Asen sind. Darauf deuten auch die Wotansknoten hin. Da der Schnitzer des Kästchens traditionelle Motive der Sagen funktional in seine Bilderfolge einfügt, ist es nicht verwunderlich, dass Edda und Thidreksaga diesen Erzählzug nicht kennen.

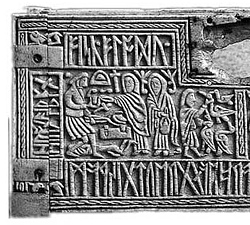
Die Vorderseite des Kästchens mit der Wielanddarstellung

Auf der Vorderseite ist eine Szene aus der Wielandtradition dargestellt, in der Wieland nach der Tötung eines Königssohnes der Tochter Nidungs einen Trank reicht, mit dem er sie willenlos macht, um sie zu schwängern. Rechts daneben, zwischen zwei runischen Ornamenten, steht eine Frau mit einer Flasche. Hierbei kann es sich um Wielands Partnerin Herwör Alwit, eine Fylgja bzw. Walküre handeln. Rechts davon erkennt man eine Person, die zwei Vögel am Hals packt. Gelegentlich wird diese als der Wielandbruder Egil beim „Sammeln der Federn“ gedeutet. Das „Federkleid“ bzw. der „geschmiedete Flügel“ sind aber Erzählzüge, die das Wielandlied (Völundarkviða) nicht kennt. Der Schmied wurde in jener frühen Zeit (7. Jh.) als „König der Elben“, als Albe gesehen und war somit nach befreiender Rache (Tötung der Zwillinge und Schändung der Tochter) wieder fähig, seine Gestalt zu wandeln. Der dritte Vogel, der hier entkommt, dürfte also der befreite Schmied sein, während es sich bei dem glücklosen Vogelfänger dann um den verzweifelten Vater (Nidung) handelt. Eine entsprechende Szene (Wieland entkommt in Vogelgestalt) zeigt der Bildstein Ardre VIII.